# 카라카스
카라카스(스페인어: Caracas, 문화어: 까라까스)는 베네수엘라의 수도이다. 베네수엘라의 북해안에 있다. 2023년 인구는 3,523,959명이다.
리베르타도르 시와 미란다 주의 차카오, 수크레, 바르타, 엘아티요를 합쳐서 말하지만, 리베르타도르 시만을 가리켜서 카라카스라고 말하기도 한다.
리베르타도르 시에 베네수엘라 중앙 대학의 캠퍼스를 중심으로 한 대학 도시라고 하는 지구가 있다. 2000년에 세계 유산에 등록되었다. 인근에 시몬 볼리바르 국제공항이 있다.
현재 온두라스의 산페드로술라와 함께 세계에서 살인율이 가장 높은 도시로 유명하고, 치안도 매우 불안하다.

## 이름의 유래
베네수엘라의 원주민인 카라카스족의 추장 카시쿠 과이카이푸로는 콩키스타도르를 상대로 용맹을 과시하며 부족들을 지켜냈으나 결국 힘이 다 떨어져 죽었다. 이후 베네수엘라가 독립하자 카시쿠 과이카이푸로와 그의 부족인 카라카스족을 기념하기 위해 이 부족의 이름을 따서 도시 이름을 명명했고 그래서 카라카스가 된 것이다.

## 기후
| 카라카스의 기후                                                                                      | 카라카스의 기후 | 카라카스의 기후 | 카라카스의 기후 | 카라카스의 기후 | 카라카스의 기후 | 카라카스의 기후 | 카라카스의 기후 | 카라카스의 기후 | 카라카스의 기후 | 카라카스의 기후 | 카라카스의 기후 | 카라카스의 기후 | 카라카스의 기후 |
| 월                                                                                                   | 1월             | 2월             | 3월             | 4월             | 5월             | 6월             | 7월             | 8월             | 9월             | 10월            | 11월            | 12월            | 연간            |
| --- | --------------- | --------------- | --------------- | --------------- | --------------- | --------------- | --------------- | --------------- | --------------- | --------------- | --------------- | --------------- | --------------- |
| 역대 최고 기온 °C (°F)                                                                               | 33.8 (92.8)     | 34.4 (93.9)     | 35.3 (95.5)     | 35.8 (96.4)     | 35.8 (96.4)     | 35.3 (95.5)     | 34.4 (93.9)     | 34.4 (93.9)     | 37.1 (98.8)     | 34.5 (94.1)     | 34.8 (94.6)     | 31.9 (89.4)     | 37.1 (98.8)     |
| 일평균 최고 기온 °C (°F)                                                                             | 27.1 (80.8)     | 27.6 (81.7)     | 28.6 (83.5)     | 29.3 (84.7)     | 29.4 (84.9)     | 28.5 (83.3)     | 28.0 (82.4)     | 28.3 (82.9)     | 28.8 (83.8)     | 28.6 (83.5)     | 28.1 (82.6)     | 27.1 (80.8)     | 28.3 (82.9)     |
| 일일 평균 기온 °C (°F)                                                                               | 21.7 (71.1)     | 22.1 (71.8)     | 23.1 (73.6)     | 24.1 (75.4)     | 24.5 (76.1)     | 24.1 (75.4)     | 23.5 (74.3)     | 23.7 (74.7)     | 24.3 (75.7)     | 24.1 (75.4)     | 23.5 (74.3)     | 22.3 (72.1)     | 23.4 (74.1)     |
| 일평균 최저 기온 °C (°F)                                                                             | 17.3 (63.1)     | 17.7 (63.9)     | 18.5 (65.3)     | 20.0 (68.0)     | 21.2 (70.2)     | 21.0 (69.8)     | 20.5 (68.9)     | 20.8 (69.4)     | 20.9 (69.6)     | 20.8 (69.4)     | 20.3 (68.5)     | 18.6 (65.5)     | 19.8 (67.6)     |
| 역대 최저 기온 °C (°F)                                                                               | 10.0 (50.0)     | 6.0 (42.8)      | 5.1 (41.2)      | 12.5 (54.5)     | 13.1 (55.6)     | 14.9 (58.8)     | 14.1 (57.4)     | 14.3 (57.7)     | 15.5 (59.9)     | 13.1 (55.6)     | 11.9 (53.4)     | 10.0 (50.0)     | 5.1 (41.2)      |
| 평균 강수량 mm (인치)                                                                                | 56.1 (2.21)     | 42.5 (1.67)     | 20.7 (0.81)     | 48.1 (1.89)     | 70.2 (2.76)     | 112.6 (4.43)    | 121.1 (4.77)    | 132.7 (5.22)    | 118.4 (4.66)    | 144.3 (5.68)    | 130.0 (5.12)    | 107.4 (4.23)    | 1,104.1 (43.45) |
| 평균 강수일수 (≥ 1 mm)                                                                               | 3.9             | 2.9             | 2.2             | 4.3             | 7.1             | 11.0            | 12.7            | 12.2            | 9.4             | 11.1            | 8.7             | 7.0             | 92.5            |
| 평균 상대 습도 (%)                                                                                   | 78              | 76              | 74              | 76              | 78              | 80              | 80              | 81              | 82              | 80              | 82              | 81              | 79              |
| 평균 월간 일조시간                                                                                   | 229.4           | 215.6           | 235.6           | 183.0           | 182.9           | 183.0           | 210.8           | 217.0           | 213.0           | 210.8           | 210.0           | 213.9           | 2,505           |
| 출처: 미국 해양대기청 (평년값: 1991년~2020년, 극값: 1964년~2020년, 상대습도/일조시간: 1964년~1990년) |                 |                 |                 |                 |                 |                 |                 |                 |                 |                 |                 |                 |                 |